# Orange (Austràlia)
Orange és una ciutat provincial de Nova Gal·les del Sud, Austràlia. És localitzada a la Mitchell Highway, 260 km a l'oest de Sydney a una altitud de 862 m. Orange actualment té una població de 31,544 habitants i la ciutat és un centre provincial important.
Les indústries claus inclouen agricultura, mineria, salut serveis i educació. Un significatiu punt turístic proper és el Mont Canobolas; a una altitud de 1395 m que permet albirar formoses vistes del districte.